# Els Sterckx
Els Sterckx, née le 31 janvier 1972 à Herentals, est une femme politique belge, membre du Vlaams Belang (VB).

## Biographie
Els Sterckx nait le 31 janvier 1972 à Herentals.
Lors des élections régionales de 2019, elle est élue députée au Parlement flamand.